# 片柳鴻
片柳 鴻（かたやなぎ こう、1920年10月8日 - 2019年8月15日）は、日本の教育者、芸術家。創美学園（現：学校法人片柳学園）の創立者、同学園理事長。1985年4月29日、藍綬褒章受章。
2017年4月29日、旭日小綬章受章。

## 来歴
学生時代を経て、東京芝浦電気（現：東芝）に勤務していたが、学生教育を志して依願退職し、1947年に絵画と洋裁を専門とする学校｢創美学園｣を立ち上げた。
創美学園は日本電子工学院などを経て、大学や専門学校などを運営する片柳学園となり、教育機関の経営者としての手腕と貢献が認められて1985年に藍綬褒章を授与された。2008年に学者や研究者を奨励する目的で設立された片柳コンピュータ科学賞へ資金提供するなど、現在も理想の教育を目指して教育環境の充実に務めている。戦争の経験者でもある。

## 人物
芸術に造詣が深いことで著名で、運営する学園のキャンパスなどを自ら設計している。
東京工科大学片柳研究所完成記念式典では祝辞を述べた石原慎太郎と親交がある。
大東亜戦争では、大日本帝国陸軍の上等兵としてインパール作戦で特務機関兵として現地人の服装で工作活動に従事した。戦後、「我々生き残った者は戦死した人たちの犠牲のもとにある。生き残った者が復興に励み、戦前以上の日本国にまで発展させることは、亡き戦友たちに対する償いと思ってやってきた」と語っている。
近年は2010年に全面改修を終えた日本工学院専門学校内の銅像の制作も行っている。

## 略歴
- 1920年 栃木県佐野市にて出生
- 1947年 創美学園(現：片柳学園)創設
- 1953年 日本テレビ技術学校設立
- 1964年 日本電子工学院に校名を改称
- 1975年 第20回新世紀美術協会展入選
- 1976年 日本工学院専門学校と校名を改称
- 1977年 新世紀美術協会準会員
- 1979年 白亜美術協会設立委員
- 1980年 第12回日本美術展覧会入選（以後同展覧会17年連続入選）、第4回日洋展三越奨励賞
- 1982年 日本工学院北海道専門学校を開校
- 1982年 第6回白亜美術協会参議院議長賞
- 1985年 藍綬褒章受賞
- 1986年 東京工科大学を開校
- 1987年 日本工学院八王子専門学校を開校
- 1987年 日洋会会員
- 1989年 日洋会委員
- 1990年 日展会友
- 2002年 第16回日洋会委員功労賞
- 2007年 東京工科大学附属日本語学校を開校
- 2017年 旭日小綬章を受章[5]
- 2019年 心不全により8月15日に逝去[6][7]。98歳没[6]。

## 業績・活動
- 個展（1983年、ホテルオークラ平安の間）
- 個展（1996年、ホテルオークラ平安の間）
- 回顧展（2010年、ギャラリー鴻）

## 著書
- 片柳鴻画集（1983年、日本電子工学院）
- 片柳鴻画集　片柳学園創立60周年記念画集（2008年、片柳学園）
- 蘇る記憶をたどる 若き日の軍隊の思い出をつづる(2015年、片柳学園)
- 76年の蘇る記憶をたどる 片柳学園70年の歩み(2015年、片柳学園)
- 78年の蘇る記憶をたどる 片柳学園70年の歩み(2017年、片柳学園)
- 趣味として絵画の筆を執って50年 思い出の作品集(2018年、片柳学園)
- 続・蘇る記憶をたどる 懐かしい思い出～70年間に至る個人的友人の思い出をつづる～(2019年、片柳学園)